# كيرك واتسون
كيرك واتسون (بالإنجليزية: Kirk Watson) هو محامي وسياسي أمريكي، ولد في 18 مارس 1958 بأوكلاهوما سيتي في الولايات المتحدة. حزبياً، نشط في الحزب الديمقراطي. وقد انتخب عضو مجلس ولاية تكساس.

## وصلات خارجية
- الموقع الرسمي